# Andy Murray (hockey sur glace)
Pour les articles homonymes, voir Andrew Murray et Murray.
Temple de la renommée de l'IIHF : 2012
Andy Murray (né le 3 mars 1951 à Gladstone dans la province de Manitoba au Canada) est un entraîneur canadien de hockey sur glace. Il est actuellement l'entraîneur des Broncos de Western Michigan au championnat de la NCAA.

## Biographie
Il commence sa carrière d'entraîneur en étant entraîneur-chef des Travellers de Brandon qui évoluent dans la Ligue de hockey junior du Manitoba. En 1981, il prend le poste d'entraîneur-chef du EHC Kloten qui évoluent dans la Ligue nationale A en Suisse. Après 3 années passées avec Kloten, il devient l'entraîneur du Zürcher SC qui évoluent au deuxième échelon suisse et aide l'équipe à accéder en LNA en 1984-1985. Il a également été l'entraîneur du EV Zoug qui évoluent également en LNB et aide cette équipe à être promu dans la LNA. 
Il a entraîné l'équipe du Canada lors des éditions 1984, 1986, 1987, 1992, 1995 et 1997 de la Coupe Spengler et son équipe a remporté le tournoi à chaque fois.
En 1988, il accepte un poste d'entraîneur adjoint chez les Flyers de Philadelphie dans la Ligue nationale de hockey. Il a occupé ce même poste avec les North Stars du Minnesota ainsi que les Jets de Winnipeg. Avant son arrivée avec les Jets, il a été l'entraîneur-chef du HC Lugano au championnat suisse en 1992-1993.
Avec l'équipe du Canada, il a entraîné l'équipe lors de la Coupe du monde 1996 et au championnat du monde en 1997, 1998, 2003 et 2007 où il mène le rouge et blanc à la médaille d'or trois fois lors de ces quatre éditions. De plus, il a été l'entraîneur adjoint à Marc Crawford lors des Jeux olympiques de 1998 à Nagano.
En juin 1999, il est nommé entraîneur-chef des Kings de Los Angeles et passe six saisons derrière le banc de l'équipe avant d'être renvoyé le 21 mars 2006 et remplacé par John Torchetti alors qu'il ne restait que 12 matchs lors de la saison 2005-2006. Le 11 décembre 2006, il est nommé entraîneur des Blues de Saint-Louis pour remplacer Mike Kitchen. Il reste avec l'équipe jusqu'à son renvoi le 2 janvier 2010 et est remplacé par Davis Payne.
Il prend le poste d'entraîneur des Broncos de Western Michigan au championnat de la NCAA à partir de la saison 2011-2012. En 2012, il est intronisé au Temple de la renommée de l'IIHF à titre de bâtisseur.
Il est le père du joueur de hockey professionnel, Brady Murray.

## Récompenses et honneurs personnels
- Champion de la Coupe Spengler avec l'équipe du Canada en tant qu'entraîneur-chef : 1984, 1986, 1987, 1992, 1995 et 1997.
- Champion du monde avec l'équipe du Canada en tant qu'entraîneur-chef : 1997, 2003 et 2007.
- Membre du Temple de la renommée de l'IIHF en tant que bâtisseur depuis 2012.
- Champion de la CCHA avec les Broncos de Western Michigan en tant qu'entraîeur chef en 2011-2012.